# Psychoonkologie
Psychoonkologie (aus Psychologie und Onkologie) bezeichnet die psychologische Betreuung von Krebspatienten (Krebsberatung). Eine weitere Bezeichnung ist Psychosoziale Onkologie. Die Psychoonkologie ist damit eine interdisziplinäre Form der Psychotherapie beziehungsweise der klinischen Psychologie, die sich mit den psychischen, sozialen und sozialrechtlichen Bedingungen, Folgen und Begleiterscheinungen einer Krebserkrankung befasst.

## Psychoonkologie als Wissenschaft
Ronald Grossarth-Maticek betrachtet den Menschen als hochkomplexes System, das versucht, durch eigenaktive Selbstregulation seelisches und körperliches Wohlbefinden herzustellen. Krankheitsentstehung sei ein multifaktorielles Geschehen. So könne beispielsweise ein rational-antiemotionales Verhalten, das in Verbindung mit anderen Risikofaktoren als Prädiktor für eine Krebserkrankung gilt, bei einem hohen Maß an Autonomie in Abwesenheit dieser Risikofaktoren sogar ein Positivfaktor für die Gesundheit sein. „Die beste Krebstherapie ist eine Kombination der modernsten medizinischen Methoden in einer menschlichen und unterstützenden Weise angeboten – mit der bestmöglichen psychologischen Betreuung.“ (O. Carl Simonton)
Die Frage, ob es eine krebsverursachende Persönlichkeit gäbe, wird als nicht sinnvoll betrachtet. Sie beruht auf der vergeblichen Suche nach monokausalen Zusammenhängen.
Seit 1992 erscheint die Fachzeitschrift Psycho-Oncology.

## Geschichte der Psychoonkologie
Die Psychoonkologie als Wissenschaft begann in den 1970er-Jahren zunächst mit der Untersuchung von psychosozialen Faktoren, die für die Entstehung einer Krebserkrankung mitverantwortlich sein könnten (siehe auch: Psychoimmunologie). Bekannt geworden ist in diesem Kontext die in den 1980er Jahren postulierte Behauptung, der zufolge das Krebsrisiko hoch mit bestimmten Persönlichkeitszügen korreliere, die sich im „Persönlichkeitstyp C“ verdichten. Der „Typ C“ repräsentiert unselbständige und überangepasste Menschen, die antriebsgehemmt, defensiv und depressiv erscheinen und nicht in der Lage sind, ihre Gefühle angemessen auszudrücken. Inzwischen wurde das Konstrukt der „Krebspersönlichkeit“ von der Wissenschaft weitgehend verworfen. Die individuelle Lebensführung, beispielsweise Tabakrauchen, kann allerdings entscheidend zur Krebsentstehung beitragen und den Krankheitsverlauf beeinflussen. Da Verhalten durch psychische Zustände mit bedingt werden kann, könnten bestimmte Persönlichkeitsmerkmale die Entstehung von Krebs begünstigen, auch wenn das Konzept einer „Krebspersönlichkeit“ heute als unzulässige Vereinfachung gilt. Das Konzept erfreut sich aber dennoch einer gewissen Popularität und wird nach wie vor von einzelnen Wissenschaftlern verfochten – allerdings ohne fundierte systematische Belege.

## Psychische Belastungen infolge einer Krebserkrankung
Seit den 1990er Jahren wird zunehmend die Frage diskutiert, welche psychischen Belastungen oder manifesten Störungen sich infolge einer Krebserkrankung entwickeln können und in welcher Form diese sich auf die Lebensqualität der Betroffenen oder auf medizinisch-klinische Aspekte auswirken können. Ein wichtiger Aspekt hierbei betrifft die Konstruktion und Anwendung valider und krebsspezifischer Messinstrumente zur Erfassung der psychischen Komorbidität. Damit im Zusammenhang steht die Suche nach Faktoren, welche eine psychische Begleiterkrankung möglichst sicher prognostizieren können – was im Umkehrschluss die Möglichkeit eröffnet, sie rasch und frühzeitig psychosozial zu versorgen.
Einige Autoren gehen davon aus, dass bei etwa einem Drittel aller Krebspatienten infolge der schweren psychischen Belastung durch die Grundkrankheit auch eine psychische Störung im Sinne einer Komorbidität auftritt. Heute ist eine psychologische Betreuung von Krebspatienten ein regulärer Bestandteil der medizinischen Therapien. Dazu trugen Forschungen bei, die den Einfluss der psychosozialen Betreuung in der Nachsorge auf die Heilungs- und Besserungschancen nach einer Krebserkrankung aufzeigten.
Siehe auch: Extinktion (Psychologie)#Abgrenzung_Habituation,_Konditionierung,_Extinktion

## Die Rolle des Psychoonkologen
Im praktischen Betreuungs- oder Therapiekontext obliegt es dem Psychoonkologen, den Patienten bei der Krankheitsverarbeitung mittels unterschiedlicher Techniken, beispielsweise durch Krisenintervention, ressourcenorientierte Interventionen oder durch imaginative Verfahren und Arbeit mit Metaphern, zu unterstützen. Ziel dabei ist, die Kompetenz des Patienten, mit der Krankheit zurechtzukommen, zu stärken. Hierbei wird – soweit möglich – auch das persönliche soziale Umfeld der betroffenen Person integriert. Eine psychoonkologische Versorgung sollte in allen Phasen der Erkrankung sichergestellt sein, also während der Akutbehandlung, der Rehabilitation und gegebenenfalls auch während des Sterbeprozesses.
Auf fachlicher Ebene organisiert sich die Psychoonkologie in Deutschland in der Deutschen Arbeitsgemeinschaft für Psychosoziale Onkologie e. V. (dapo), wissenschaftlich in der Arbeitsgemeinschaft für Psychoonkologie in der Deutschen Krebsgesellschaft e. V. (PSO). Entsprechende Gesellschaften sind auch in Österreich und in der Schweiz tätig.